# (35058) 1985 RP4
(35058) 1985 RP4 là một tiểu hành tinh vành đai chính. Nó được phát hiện bởi Henri Debehogne ở Đài thiên văn La Silla ở Chile ngày 12 tháng 9 năm 1985.